# Krasnosulinskij rajon
Il Krasnosulinskij rajon, in russo Красносулинский район?, è un rajon dell'Oblast' di Rostov, nella Russia europea. Istituito nel 1923, il capoluogo è Krasnyj Sulin.